# Callitris preissii
Espèce
Classification phylogénétique
Statut de conservation UICN

 LC  : Préoccupation mineure
Callitris preissii est une espèce de conifères de la famille des Cupressaceae originaire d'Australie.
Synonyme: Callitris robusta

## Description
C'est un arbre à port fastigié. Les feuilles sont en aiguilles. Les feuilles adultes sont en écailles, persistantes, vert foncé, engainant le rameau. Il existe une forte variabilité morphologique.
C'est une espèce monoïque, les fleurs mâles, appelées "chatons", sont allongées, cylindriques tandis que les cônes femelles sont globuleux.
L'écorce est épaisse, plus ou moins fibreuse avec l'age. Il existe deux sous-espèce de cultivars en milieu naturel.

## Utilisation
L'utilisation est isolée. Il faut éviter les sols trop calcaire et l'excès d'humidité et préconiser un sable sableux en milieu naturel. Callitris tolère très bien un sol et un climat sec, et résiste aux embruns.
Cette espèce, peu employée dans notre région, pourrait remplacer le Cyprès de Provence pour certaines utilisations. Son bois est résistant aux attaques de termites et très employé en construction.
La multiplication se fait par semis en mars.